# 桑给巴尔革命政府
桑给巴尔革命政府（英語：Revolutionary Government of Zanzibar）是坦桑尼亚的半自治区桑给巴尔的政府，管辖桑给巴尔群岛的北部地区，主要包括温古贾岛和奔巴岛。该政府由革命委员会和桑给巴尔众议院组成。政府首脑是桑给巴尔总统，他同时也是革命委员会的主席，现任总统为侯赛因·姆温伊。